# Alize Gördüm
Alize Gördüm (* 19. April 1994 in Istanbul) ist eine türkische Schauspielerin.

## Leben und Karriere
Alize Gördüm wuchs in Istanbul auf. Ihre Mutter ist die türkische Schauspielerin Vahide Perçin und ihr Vater stammt aus Adana. Ihr Debüt gab sie 2010 in dem Film Zefir. Anschließend war sie 2011 in Labyrinth zu sehen. Von 2013 bis 2014 trat sie in der Fernsehserie Das osmanische Imperium – Harem: Der Weg zur Macht auf.
2015 wurde sie für die Serie Kalbim Ege'de Kaldı gecastet. Danach spielte sie 2016 in dem Film Joypad die Hauptrolle. Zwischen 2023 und 2024 setzte Gördüm ihre Karriere in Aldatmak fort.

## Filmografie
Filme
- 2010: Zefir
- 2011: Labyrinth
- 2016: Joypad

Serien
- 2013–2014: Das osmanische Imperium – Harem: Der Weg zur Macht
- 2015: Kalbim Ege'de Kaldı
- 2016–2017: Anne
- 2023–2024: Aldatmak